# Бучацький тунель

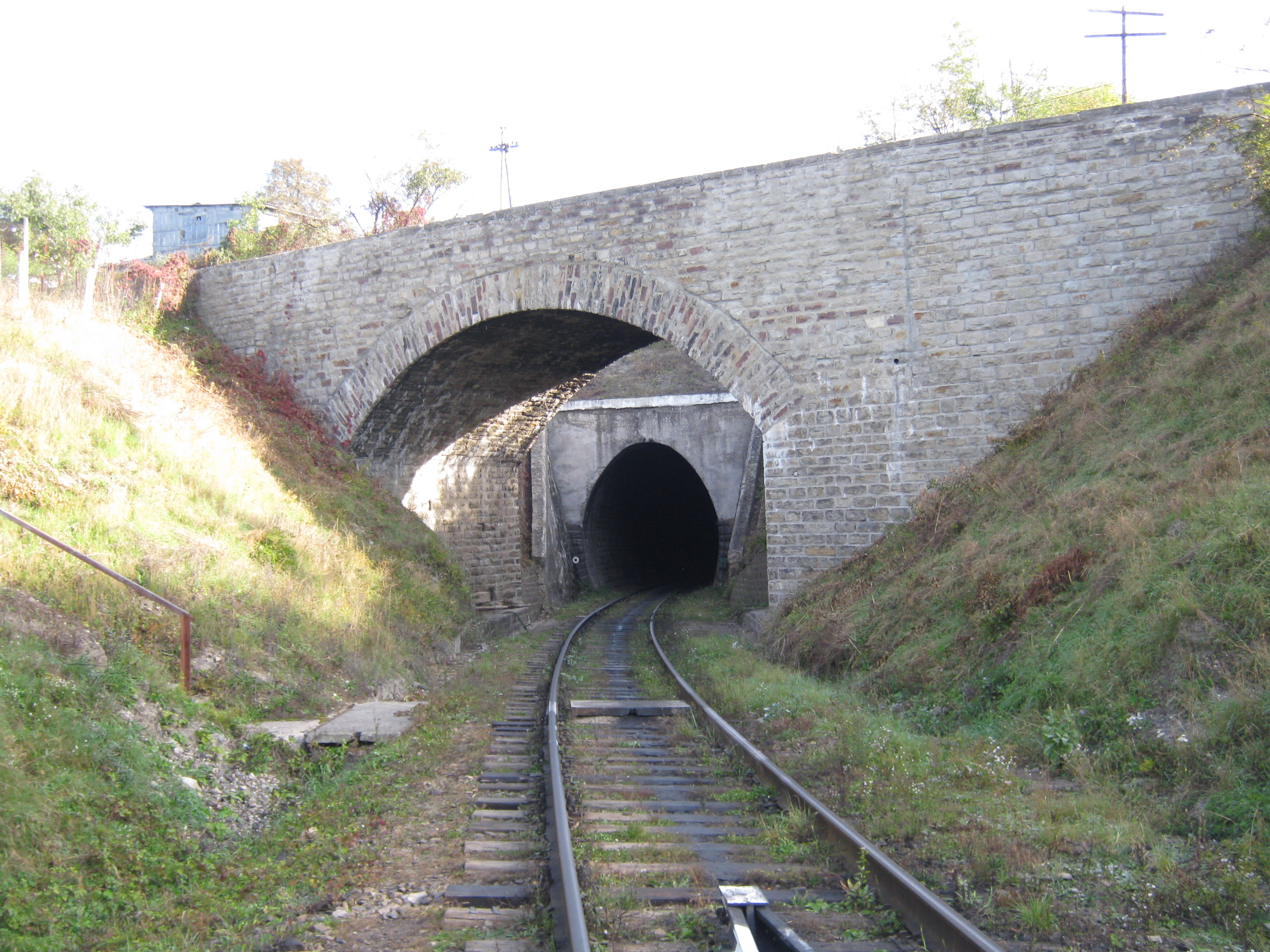
Тунель, Нагірянка (Бучач), 2013, перед ним — міст на вул. Підгаєцькій

Бучацький тунель, також Нагірянський тунель — одноколійний залізничний тунель на території колишнього села Нагірянки, тепер частини Бучача, міста в Тернопільській області України. Найстарший у Галичині, один з найстаріших у сучасній Україні.

## Історія
Збудований на території Нагірянки, тодішнього приміського села Бучача. Час завершення будівництва — 1884 рік. Довжина — 260 м. Ширина колії на момент будівництва складала 1435 мм, себто прийнятий у Західній Європі стандарт.
Спроектований і збудований за часів Австро-Угорщини. Тунель будували італійські спеціалісти і місцеве населення, яке виконувало допоміжні роботи. Через величезне стратегічне значення міст і тунель під час обидвох світових воєн були кілька разів знищені.
Перший пасажирський потяг на лінії Бучач — Гусятин поїхав 31 грудня 1884 р. (радше 1 лютого 1885 р.) Регулярний рух почався з початком 1885 року.
1944 року підірваний відступаючими гітлерівцями. Відновлений після війни за радянських часів. Після відбудови у радянські часи має російсько-радянську «широку колію» 1519—1524 мм.
Перебуває в підпорядкуванні Чортківської дистанції колії Тернопільської дирекції залізничних перевезень Львівської залізниці. Охорона озброєна вогнепальною зброєю.

## Пам'ятка природи
У межах охоронної зони тунелю розташована геологічна пам'ятка природи місцевого значення «Відслонення міоценових відкладів у Бучачі».